# Не время
Не время е шести сингъл на руската поп-група Серебро. Издаден е на 19 април 2010 г.

## Обща информация
„Не время“ е издаден на 19 април 2010 г. в Русия, като първият сингъл от предстоящия втори албум. Дигиталната версия излиза в същия ден, като групата по-късно съобщава, че феновете могат да ремиксират своя собствена версия на песента, която ще бъде включена в EP. Общо шест души печелят конкурса и са избрани техните ремикси. RussianFamous.com казва, че песента е „изпълнена с чувствени вокали и бавна еротика, обещаваща да бъде сред основните суперхитове тази пролет в Русия. Запомнящ стил и качество на европейско ниво“.

## Английска версия
Английската версия на песента се казва „Sexing U“ (понякога стилизирано като Sexing You). За първи път е пусната по MTV Русия Beach Party на 28 август 2010 г. и по-късно издадена на 18 септември 2010 г.

## Песни
- Не время – CD сингъл

1. „Не Bремя“ – 3:55
2. „Sexing U“ – 3:55

- Не время ремикси EP

1. „Не Bремя“ (ремикс на Арт Тий)
2. „Не Bремя“ (ремикс на Дий Джей Дан)
3. „Не Bремя“ (ремикс на Харизма)
4. „Не Bремя“ (ремикс на Александър Гончаренко)
5. „Не Bремя“ (дарк версия)
6. „Не Bремя“ (ремикс на Бабанов проджект)

## Позиции в класациите
| Класация       | Най-добра позиция |
| -------------- | ----------------- |
| Русия (TopHit) | 6                 |
| Украйна        | 17                |
| Латвия         | 15                |